# Pavel III. Šubić
Pavel III. Šubić Bribirský (chorvatsky Pavao III. Šubić Bribirski, † 1356) byl chorvatský šlechtic z knížecího rodu Šubičů z Bribiru.

## Život
Narodil se jako syn knížete Jiřího II. a jeho manželky, kněžny Lelky. Jeho děd Pavel I. Šubić byl nejmocnějším chorvatským velmožem na přelomu 13. a 14. století.
Jeho bratr Mladen III. byl hlavou rodu až do své smrti v roce 1348. Jeho sestra Helena se provdala za Vladislava Kotromaniće, bratra bosenského bána Štěpána II. Kotromaniće. Helena byla matkou Štěpána Tvrtka I. (asi 1338-1391) pozdějšího bosenského krále. Sňatek Heleny s Vladislavem znovu sblížil mocné rodiny Kotromanićů a Šubićů.

### Manželství a potomstvo
Pavel se oženil s benátskou šlechtičnou Kateřinou Dandolovou, se kterou měl dceru Kateřinu a syna Marka V.